# Gabriel Cedrés
Néstor Gabriel Cedrés Vera (Minas, 3 marzo 1970) è un ex calciatore uruguaiano, di ruolo centrocampista.